# Mk 101 Lulu

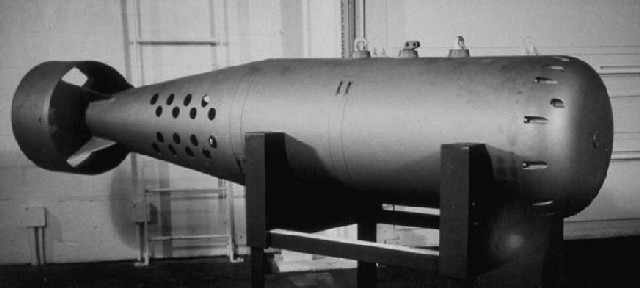
Mk-101 Lulu NDB (ядерна глибинна бомба).

Mark 101 Lulu — ядерна глибинна, гравітаційна бомба, розробленою ВМС США та Комісією з атомної енергії в 1950-х роках. Несла ядерну боєголовку W34 з вибуховою потужністю близько 11 кілотонн. Була розгорнута ВМС США для цілей протичовнової війни принаймні в п’яти різних моделях з 1958 по 1971 рік. Ця ядерна зброя також накопичувалася за кордоном на базах союзників по НАТО під американською військовою охороною та контролем для потенційного використання морськими патрульними літаками НАТО. Це було найбільш помітно на авіабазі RAF Сент-Моган у Корнуоллі, для можливого використання британськими патрульними літаками Avro Shackleton і патрульними літаками Королівського флоту Нідерландів P-2 Neptune і P-3 Orion. Ні Lulu, ні будь-який інший вид ядерної протичовнової чи протикорабельної зброї жодна країна ніколи не використовувала в бойових діях.
У середині 1960-х Mk-101 "Lulu" почала замінюватися багатоцільовою ядерною бомбою B57. B-57 була бомбою, яка могла використовуватися тактичною авіацією проти наземних цілей, а також як ядерна глибинна бомба.
Mk 101 Lulu мала довжину 2,29 м, діаметр 46 см і важила 540 кг. У службі Королівських ВПС для перевезення морськими патрульними бомбардувальниками Shackleton MR2 і MR3 була відома як Bomb, AS, 1200 фунт, MC.
Lulu не мала важливого пристрою безпеки/озброєння: на ній не було датчиків для виявлення вільного падіння з літака, яке виникло б у результаті навмисного скидання глибинної бомби. У результаті, якщо бомба Mk 101 випадково впала з літака, коли той стояв на палубі військового корабля, а потім викотилась за борт, вона здетонувала б на заданій глибині.
Ядерна боєголовка W34 цієї зброї також використовувалася в кількох інших видах зброї, таких як торпеда Mark 45 і Mk 105 Hotpoint. Англіканську версію під кодовою назвою «Петер» використовували як основну для термоядерної зброї «Жовте сонце» та з кодовою назвою «Пітон» в американській ядерній бомбі B28.